# Freakbeat
Il freakbeat è un genere musicale rock prevalentemente europeo che fu in auge tra il 1966 e il 1967. Gli elementi del suono freakbeat comprendono effetti forti, una batteria potente, riff di chitarra forti e frenetici, distorsioni di chitarra col fuzz o col flanger e del resto dell'audio o della voce con phaser e compressione.
Spesso usato per descrivere la controparte europea del garage rock psichedelico, rappresentato da gruppi americani come The Seeds, The 13th Floor Elevators e The Standells, il freakbeat è assai spesso riferito alla musica proveniente dal Regno Unito, anche se molti artisti del continente europeo hanno contribuito a questo stile.
Tra i più noti esempi del genere freakbeat figurano i grandi successi britannici Take a Heart dei Sorrows, Making Time dei Creation e I Can Hear The Grass Grow dei Move. Gran parte del materiale raccolto in un box set dall'etichetta Rhino Records nella compilation del 2001 Nuggets II: Original Artyfacts from the British Empire and Beyond, 1964-1969 può essere classificato come freakbeat.
Il termine freakbeat venne inventato a posteriori nel 1980 dal giornalista musicale Phil Smee per descrivere, con effetto retroattivo, uno stile musicale indicato come l'anello mancante tra il declinante beat britannico della metà degli anni sessanta e il rock psichedelico e il rock progressivo emersi alla fine degli anni sessanta di band come i Pink Floyd.
La formazioni qualificate di freakbeat hanno un suono caratterizzato dalle influenze di affermate band inglesi come i Kinks, i Rolling Stones, gli Yardbirds e in particolare gli Who, al quale si aggiunge la sperimentazione del suono prodotto negli studi (feedback, echo, phaser, fuzztone, ecc.). Ne risulta una musica più brutale e meno pulita di quella proposta dalla maggioranza dei gruppi beat inglesi. Pertanto è difficile definire un profilo tipico reale della formazione freakbeat, è più una miscellanea di gruppi che si ispirano ad un suono selvaggio orientato a giochi strumentali o che sanno cogliere le opportunità offerte dagli studi di registrazione.
Tra i più importanti gruppi freakbeat sono da ricordare i Creation, i Pretty Things, i Sorrows, gli Eyes, i Tomorrow, e i Primitives.